# Tudományos Ismeretterjesztő Társulat
A Tudományos Ismeretterjesztő Társulat (rövidítve TIT, angol neve Society for Dissemination of Scientific Knowledge, német neve Gesellschaft zur Verbreitung Wissenschaftlicher Kenntnisse) a tudományos ismeretterjesztéssel foglalkozó egyesületek szövetsége Magyarországon. A Királyi Magyar Természettudományi Társulat jogutód szervezete.

## Története
Jogelődje, a Királyi Magyar Természettudományi Társulat Kitaibel Pál és mások 1802-es kezdeményezése nyomán 1841 közepén alakult meg Bugát Pál és 134 lelkes tudós részvételével.
A TIT Társadalom- és Természettudományi Ismeretterjesztő Társulat néven jött létre, szovjet mintára alapították 1953-ban a Királyi Magyar Természettudományi Társulat mellett más korábbi ismeretterjesztő intézmény (Erzsébet Népakadémia, a Szabad Lyceum, a Népművelési Központ stb.) örökségének felhasználásával.
Mai nevét 1958-ban vette fel. „A Tudományos Ismeretterjesztő Társulat jogutódként, eszmei örökösként folytatja és megújítja az 1841-ben alapított Királyi Magyar Természettudományi Társulat és az 1901-ben alakult Társadalomtudományi Társaság, valamint az 1953-ban létrejött TIT értékes hagyományait.” 2006-tól a Társulat kiadásában jelenik meg az Élet és Tudomány.

## Székhelye
- 1088 Budapest, VIII. kerület, Bródy Sándor utca 16.
- 1113 Bocskai út 37. (TIT Stúdió Egyesület)

## Telephelyei

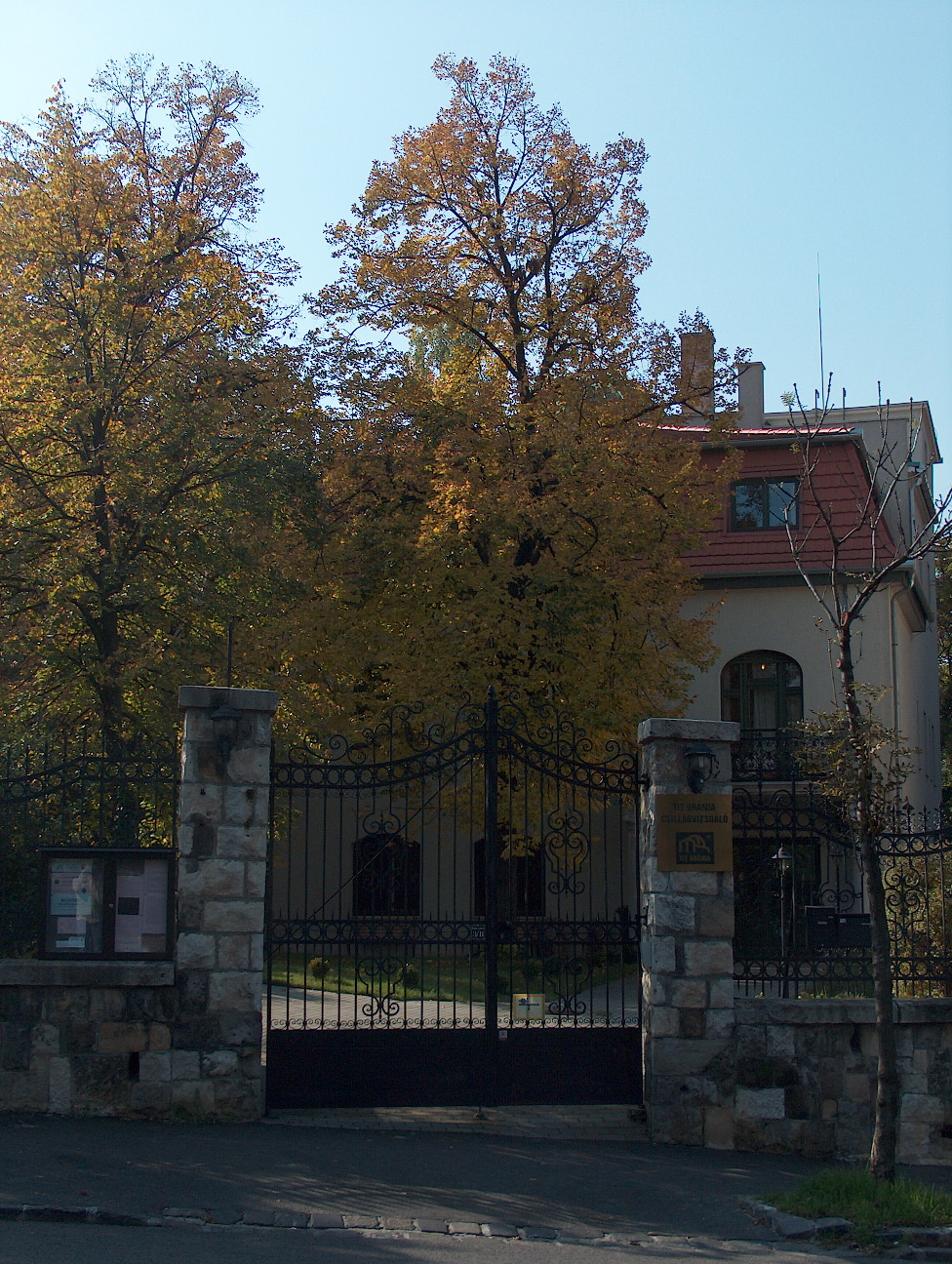
A TIT Uránia Csillagvizsgáló Budapesten

- 3100 Salgótarján, Gedőctető, Gedőci u. 2/a
- TIT Budapesti Planetárium, 1101 Budapest, X. kerület, Népliget
- TIT Uránia Csillagvizsgáló, 1016 Budapest, I. kerület, Sánc utca 3/b

## Ismeretterjesztő folyóiratai
- Élet és Tudomány
- Természet Világa
- Valóság

## Ismeretterjesztő intézményei
- TIT Budapesti Planetárium
- TIT Uránia Csillagvizsgáló
- TIT Nyelvvizsgaközpont

## Vezető szervei
- A Társulat vezető szerveit a tisztújító közgyűlés választja, melyet 5 évente kell összehívni. Ezek a következők:

1. Társulati közgyűlés
2. az Elnökség
3. az Etikai Bizottság
4. a Felügyelő, Ellenőrző és Számvizsgáló Bizottság

### Elnökei

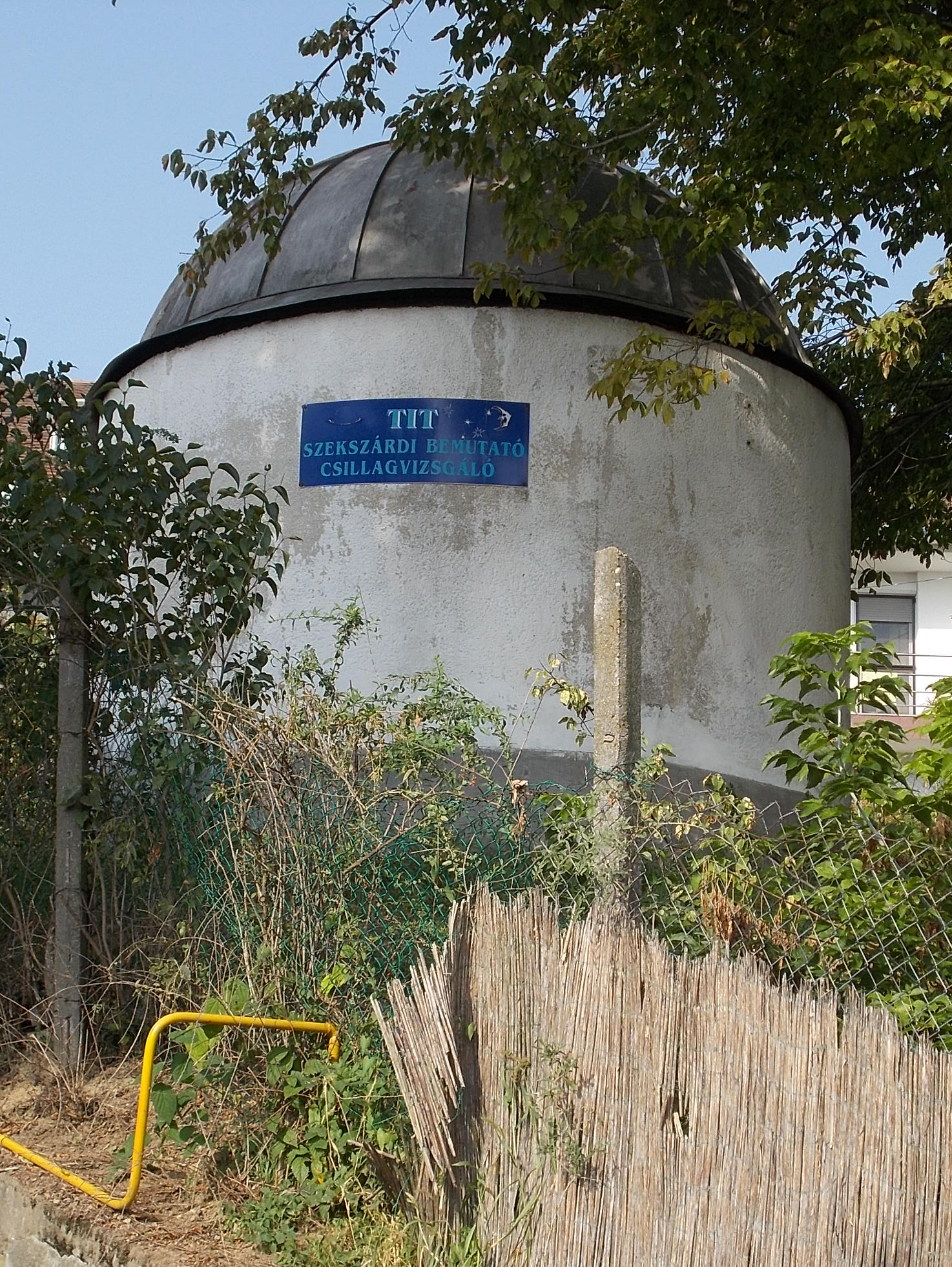
TIT Szekszárdi bemutató csillagvizsgáló

(Az 1953 előtti elnökeit lásd a jogelődnél: Királyi Magyar Természettudományi Társulat)
- Szakály Sándor (2023–)
- Hámori József (2015–2021)
- Vizi E. Szilveszter (2000–2015)[4]
- Benkő Loránd (1995–2000)
- Szentágothai János (1990–1994)
- Nemeskürty István (1990)
- Ádám György (1978–1990)
- Ortutay Gyula (1964–1978)
- Törő Imre (1958–1964)
- Bognár Rezső (1953–1958)

(Forrás: A százhetvenöt éves Tudományos Ismeretterjesztő Társulat (1841-2016)

### Tagegyesületei
- Béres József Tudományos Ismeretterjesztő Társulat Kisvárdai Egyesülete
- "Jedlik Ányos" Tudományos Ismeretterjesztő Társaság (Miskolc)
- Anyanyelvápolók Szövetsége
- Deák Ferenc Jogtudományi Ismeretterjesztő Egyesület
- Élet és Tudomány Egyesület
- Györffy István Néprajzi Egyesület
- Hajdú-Bihar Megyei Tudományos Ismeretterjesztő Társulat
- Jász-Nagykun-Szolnok Megyei Tudományos Ismeretterjesztő Társaság
- Jelky András Tudományos Ismeretterjesztő Egyesület
- Koch Sándor Csongrád Megyei Tudományos Ismeretterjesztő Társulat
- Magyar Szabadidő Társaság
- Magyar Természettudományi Társulat
- Nagyváthy János Gazdaképző Egyesület
- Nógrád Megyei Tudományos Ismeretterjesztő Egyesület
- Somogy Megyei Tudományos Ismeretterjesztő Társulat
- Soproni Tudós Ismeretterjesztő Társulat
- Hadtudományi és Biztonságpolitikai Közhasznú Egyesület
- TIT Komárom-Esztergom Megyei Egyesület
- TIT Kossuth Klub Egyesület
- TIT Öveges József Ismeretterjesztő és Szakképző Egyesület Zalaegerszeg
- TIT STUDIO Egyesület
- TIT Teleki László Ismeretterjesztő Egyesület
- Tolna Megyei Tudományos Ismeretterjesztő Egyesület
- Tudományos Ismeretterjesztő Társulat Jurányi Lajos Egyesülete
- Tudományos Ismeretterjesztő Társulat Bácskai Egyesület
- Tudományos Ismeretterjesztő Társulat Bács-Kiskun Megyei Egyesülete
- Tudományos Ismeretterjesztő Társulat Bugát Pál Egyesülete
- Tudományos Ismeretterjesztő Társulat Fejér Megyei Egyesülete
- Tudományos Ismeretterjesztő Társulat Körösök Vidéke Egyesület
- Tudományos Ismeretterjesztő Társulat PANNON Egyesülete
- Tudományos Ismeretterjesztő Társulat Pásztó Városi Egyesület
- Tudományos Ismeretterjesztő Társulat Veszprém Megyei Vajda Péter Egyesülete
- Vas Megyei Tudományos Ismeretterjesztő Egyesület

[forrás?]

## Díjai, elismerései
- Prima díj (2019)[6]